# Lista de prefeitos de Balneário Arroio do Silva
Esta é a lista de prefeitos do município de Balneário Arroio do Silva, estado brasileiro de Santa Catarina.
| Nº | Nome                                     | Imagem                         | Partido                                          | Início do mandato      | Fim do mandato                           | Observações                            |
| 1  | José Hélio Borges                        |                                | Partido Progressista Brasileiro PPB              | 1° de janeiro de 1996  | 31 de dezembro de 2000                   | Prefeito eleito em sufrágio universal. |
| 2  | Paulo Pedroso Vitor                      |                                | Partido do Movimento Democrático Brasileiro PMDB | 1° de janeiro de 2001  | 31 de dezembro de 2004                   | Prefeito eleito em sufrágio universal. |
| 2  | Paulo Pedroso Vitor                      | 1° de janeiro de 2005          | Partido do Movimento Democrático Brasileiro PMDB | 31 de dezembro de 2008 | Prefeito reeleito em sufrágio universal. |                                        |
| 3  | Evandro Scaini                           |                                | Democratas DEM                                   | 1° de janeiro de 2009  | 31 de dezembro de 2012                   | Prefeito eleito em sufrágio universal. |
| 3  | Evandro Scaini                           | Partido Social Democrático PSD | 1° de janeiro de 2013                            | 31 de dezembro de 2016 | Prefeito eleito em sufrágio universal.   |                                        |
| 4  | Juscelino Guimarães, Mineiro da Farmácia |                                | Partido Social Democrático PSD                   | 1° de janeiro de 2017  | 31 de dezembro de 2020                   | Prefeito eleito em sufrágio universal. |
| 5  | Evandro Scaini                           |                                | Partido Social Liberal PSL                       | 1° de janeiro de 2021  | 31 de dezembro de 2024                   | Prefeito eleito em sufrágio universal. |
| 5  | Evandro Scaini                           | Progressistas PP               | 1° de janeiro de 2025                            | Atualidade             | Prefeito reeleito em sufrágio universal. |                                        |